# Codona
Codona — американская фри-джазовая и мировая фьюжн-группа.
Трио выпустило только три одноимённых альбома, которые вышли под  лейблом ECM в 1978, 1980 и 1982 годах. В трио входили: Дон Черри (труба, мелодическая гармоника, флейта), Колин Уолкотт (ситар, сарод, табла, литавры) и Нана Васконселос (ударные, беримбау, вокал). Название группы происходит от первых букв имен участников коллектива.

## Дискография
- 1978: Codona, Volumen 1 (ECM 1132)[5]
- 1980: Codona, Volumen 2 (ECM 1177)[6]
- 1982: Codona, Volumen 3 (ECM 1243)[7]
- 2009: The Codona Trilogy (ECM 2033-35). Переиздание всех трех дисков.

## ссылки
1. 1 2  Allmusic Biography
2. ↑  New York Times, 1982
3. ↑  New York Times, 1987
4. ↑  www.musicianguide.com biography. Дата обращения: 9 октября 2012. Архивировано 2 апреля 2012 года.
5. ↑  ECM website Архивировано 10 декабря 2008 года.
6. ↑  ECM website Архивировано 5 декабря 2008 года.
7. ↑  ECM website Архивировано 8 декабря 2008 года.